# Quigley Down Under
Quigley Down Under es un western australiano de 1990 protagonizado por Tom Selleck, Laura San Giacomo y Alan Rickman. La dirección del filme estuvo a cargo de Simón Wincer.

## Argumento
Matthew Quigley es un vaquero americano con un rifle especialmente modificado con el que puede disparar con precisión a distancias extraordinarias. Al ver un anuncio en un periódico que pregunta por un hombre con su talento especial, responde usando sólo cuatro palabras: "M. Quigley 900 yardas", escrita en una copia del anuncio que está perforada por seis agujeros de bala muy próximos entre sí.
Cuando llega a Australia, se pelea con los empleados del hombre que lo contrató mientras intentan obligar a una mujer mentalmente perturbada conocida como "La loca Cora" a subir a su carro. Después de identificarse, lo llevan a la hacienda de Elliot Marston, un hacendado local que idolatra la vida en el Viejo Oeste americano y resiente no haber nacido allí, por lo que maneja sus tierras como si fuesen un rancho americano y ha practicado con la pistola hasta ser el mejor del lugar. Quigley hace una demostración de sus habilidades con el rifle a Marston quien, se siente decepcionado al ver que el vaquero no lleva pistolas, argumentando que no vale la pena ya que es mejor con el rifle; una vez en confianza, Marston explica a Quigley que sus habilidades de tiro se utilizarán para erradicar a los cada vez más esquivos aborígenes australianos, por quienes siente un rechazo absoluto. Quigley no solo rechaza su oferta molesto, sino también lo golpea y saca a través de la ventana de su propia casa. 
Cuando el sirviente aborigen golpea a Quigley en la cabeza, los hombres de Marston lo golpean a él y a Cora hasta dejarlos inconscientes y los arrojan al interior del territorio sin agua y con pocas posibilidades de sobrevivir. Sin embargo, son rescatados por aborígenes australianos. Mientras viajan juntos Quigley descubre que Cora no está loca sino seriamente afectada por un trauma cuando ella revela que anteriormente vivía en Texas junto a su familia, pero una día, cuando su casa fue atacada por comanches, se escondió en el sótano y accidentalmente asfixió a su hijo mientras intentaba evitar que llorara. Tras esto su marido la abandonó subiéndola a un barco rumbo a Australia. Ahora Cora llama constantemente a Quigley por el nombre de su marido (Roy), para su molestia.
Cuando los hombres de Marston atacan a los aborígenes australianos que los ayudaron, Quigley mata a tres. Al escapar en un solo caballo, se encuentran con más hombres que conducen a los aborígenes australianos por un acantilado. Quigley los ahuyenta gastando sus escasas municiones y Cora rescata a un bebé huérfano que encuentra entre los muertos. Dejando a Cora y al bebé en el desierto con comida y agua, Quigley viaja solo hasta un pueblo cercano donde obtiene municiones nuevas de un armero alemán local, que odia a Marston por sus métodos asesinos. Quigley también descubre que se ha convertido en un héroe legendario entre los aborígenes australianos.
Los hombres de Marston también están en la ciudad y reconocen la silla de Quigley. Cuando atacan, arrinconándolo en un edificio en llamas, él escapa por un tragaluz y mata a todos menos uno, a quien permite volver herido con su jefe para decirle que Quigley va tras él. Por su parte, Cora debe lidiar con una jauría de dingos que intenta atacarlos; aunque en un inicio también intentó evitar que el niño llorara, finalmente lo dejó hacer todo el ruido que quisiera mientras ella enfrentaba a los animales usando un revólver que Quigley le había dejado, logrando así una catarsis a su trauma. De regreso a la ciudad, Cora entrega el bebé a los aborígenes australianos que comercian allí después de que Quigley le dice que ella tiene derecho a la felicidad.
A la mañana siguiente, Quigley se marcha para enfrentarse a Marston en su hacienda. Al principio dispara a los guardias desde su ubicación en las colinas, pero finalmente recibe un disparo en la pierna y es capturado por los dos últimos hombres de Marston quien decide sacar provecho de que Quigley es malo con el revólver para darle una lección obligándolo a enfrentar un duelo a muerte contra él y sus dos hombres al mismo tiempo. Sin embargo, Marston y sus hombres son derrotados por Quigley, quien los acribilla antes de que puedan desenfundar tras lo cual les aclara: "Dije que no usaba mucho el revólver; nunca dije que no sabía manejarlo".
El sirviente de Marston sale de la casa y le devuelve a Quigley su rifle para luego quitarse la ropa occidental y abandonar el lugar. Al lugar llega una tropa del ejército para arrestar a Quigley, pero deben rertirarse al descubrir que las colinas circundantes están llenas de aborígenes australianos dispuestos a proteger al vaquero. Más tarde, Quigley y Cora reservan un pasaje de regreso a Estados Unidos a nombre de ella y su marido, ya que Quigley aun es buscado. En el muelle, ella le recuerda que una vez él le dijo que tenía que decir dos palabras antes de poder hacerle el amor. Sonriendo ampliamente, ella lo llama "Matthew Quigley" y los dos se abrazan mientras regresan juntos a los Estados Unidos.

## Elenco
- Tom Selleck, como Matthew Quigley
- Laura San Giacomo, como la Loca Cora
- Alan Rickman, como Elliott Marston
- Chris Haywood, como el mayor Ashley-Pitt
- Ron Haddrick, como el Sr. Grimmelman
- Tony Bonner, como Dobkin
- Jerome Ehlers, como Coogan
- Conor McDermottroe, como Hobb
- Roger Ward, como Brophy
- Ben Mendelsohn, como O'Flynn
- Steve Dodd, como Kunkurra
- Karen Davitt, como Slattern
- Kylie Foster, como Slattern
- William Zappa, como Reilly
- Jonathan Sweet, como el sargento Thomas
- Ollie Hall, como Carver

## Rifle Sharps
Durante el rodaje de la película el personaje Matthew Quigley utiliza un fusil Sharps; es un arma de 6 kg (13.5 libras), de un solo tiro de 1874, con un cañón de 860 mm (34 pulgadas). La Theater Crafts Industry llegó a decir "En Quigley Down Under, que rodamos en 1990, el fusil Sharps prácticamente es coestelar con Tom Selleck." Esta declaración fue transmitida por articulistas de armas, incluyendo a John Taffin en la revista Guns y Lionel Atwill en Field & Stream. El fusil en Quigley Down Under tiene un cañón con una longitud de 863,6 mm (34 pulgadas), al contrario de la longitud estándar de 762 mm (30 pulgadas). Los fabricantes de armas como Davide Pedersoli y la Shiloh Rifle Manufacturing Company atribuyen a esas películas el incremento de la demanda por estos fusiles. A consecuencia de la popularidad de la película, anualmente se lleva a cabo una competición de tiro al blanco con fusiles Sharps en Forsyth, Montana, conocida como "Matthew Quigley Buffalo Rifle Match". Originalmente un blanco de 1,11 m (44 pulgadas) era ubicado a 914,4 m (1000 yardas) para cada tirador, recreando una escena de la película. La competencia es descrita como "el más grande evento de tiro con fusil en Montana oriental desde la Masacre de Custer" y desde entonces ha evolucionado en una competencia que dura dos días, con ocho disparos contra seis siluetas de acero a distancias que van desde 320 m hasta 736 m (320 hasta 805 yardas).
En 2002 Selleck donó el rifle Sharps, junto con otras seis armas de fuego utilizadas en otras de sus películas, a la Asociación Nacional del Rifle, NRA por sus siglas en inglés, como parte de la exhibición del Museo Nacional de Armas de Fuego, en Fairfax, Virginia.